# Finansmarknad
Finansmarknaderna är ett samlingsnamn för världens globala finansiella infrastruktur och för den interaktion som uppstår när olika aktörer köper och säljer finansiella tillgångar, till exempel i form av värdepapper, finansiella instrument (inklusive derivatinstrument), råvaror och handelsvaror. 
Tidigare dominerade fysiska marknadsplatser, men de har i allt större utsträckning kompletterats eller ersatts av datoriserade marknadsplatser. Börsen är en typisk finansiell marknadsplats.
Exempel på finansiella marknadsaktörer är banker, aktiemäklare, emittenter, investerare, kreditmäklare, försäkringsbolag samt pensionsfonder. 

## Marknader
Finansmarknaderna består av flera delar, bland annat
- Kapitalmarknaden, som i sin tur kan delas in i
  - Aktiemarknaden
  - Kreditmarknaden, som i sin tur kan delas in i
    - Obligationsmarknaden
    - Penningmarknaden
    - Bankmarknaden, som kan delas in i utlåning till kunder samt interbankmarknaden (STIBOR).
- Valutamarknaden
- Råvarumarknaden inklusive olika former av energi såsom elektricitet och derivat av energi såsom utsläppsrätter.
- Derivatmarknaden

Kapitalmarknaden kan också delas in i primär- och sekundärmarknaden.
- Primärmarknaden hanterar nyemissioner och nya lån.
- Sekundärmarknaden, eller andrahandsmarknaden, utgör infrastrukturen för investerare att handla med existerande tillgångar som finns representerade som värdepapper.

## Funktioner
Finansmarknadernas primära funktion är att allokera kapital, men det finansiella systemet kan även sägas ha följande kärnfunktioner: 
- Att möjliggöra avräkning och clearing för att underlätta handel.
- Att tillhandahålla en mekanism för poolning av resurser och för att dela upp andelar i olika projekt och företag.
- Att möjliggöra transfereringar av ekonomiska resurser i tiden, över gränser och mellan ekonomins olika sektorer.
- Att tillhandahålla prisinformation för att underlätta koordinering av decentraliserat beslutsfattande i ekonomins olika sektorer.
- Att skapa förutsättningar för att hantera incitamentsproblem när den ena parten i en transaktion har information som den andra saknar eller när den ena parten agerar som agent för någon annan.

Finansmarknaderna utgör en del av det globala samhällets mest centrala infrastruktur. Det spänner över hela jorden och verksamheten pågår ständigt. I takt med utvecklingen av ny datahanterings- och informationsteknologi har dess betydelse ökat kraftigt. 
Komponenterna i det finansiella systemet utvecklas ständigt, vilket exemplifieras av de senaste decenniernas uppfinningsrikedom som bland har lett till handel med optioner och utsläppsrätter. Denna process leder till att kapitalflödet i den globala ekonomin ökar, vilket är en av de viktigaste komponenterna i globaliseringen. Globaliseringen av finansmarknaderna påverkar i stor utsträckning utformningen av internationell redovisning och leder till en harmonisering av lagstiftning och normbildning. 
Eftersom det finansiella systemet ständigt utvecklas av aktörerna på marknaden så förs även en ständig debatt om i vilken uträckning myndigheter och lagstiftare skall reglera och beskatta aktiviteterna på finansmarknaden. Praxis ser olika ut i olika länder, och valet av regleringsformer och beskattning kan få betydande konsekvenser för det finansiella systemets utformning. Genom att utnyttja dynamiken i det finansiella systemet ökar möjligheterna för investerare, till exempel stater, pensionsfonder och företag, att hantera risk.

### Ordrar
En order på finansmarknaden är en instruktion om att köpa eller sälja något, till exempel aktier, till ett visst pris eller vid en viss tidpunkt. Det finns olika typer av ordrar, som att köpa direkt till bästa pris (marknadsorder) eller vänta tills priset når en viss nivå (limitorder eller stop-loss).
Marknadsorder är en order där utställaren är beredd att handla till det rådande priset på öppna marknaden. Affären genomförs omedelbart efter orderläggning om marknaden är öppen för handel och både köp- och säljurs finns. Om marknaden är stängd genomförs ordern direkt när marknaden öppnar nästa handelsdag.
Limit order (engelska för "gränsorder") läggs i orderdjupet av en trader som vill köpa eller sälja till ett visst pris, men ännu inte har funnit någon att handla med. "Limit" syftar på den prisgräns som sätts av utställaren (säljaren). När en marknadsorder inkommer till orderdjupet kontrolleras det vilken existerande limit order som erbjuder det bästa priset, och den inkommande ordern matchas sedan med denna.

## Svensk finansmarknad
I de finansiella marknaderna i Sverige ingår:
- Penningmarknaden, SSVX
- Obligationsmarknaden, SOX
- Aktiemarknaden, SSE
- Valutamarknaden
- Derivatmarknaden, OM

Finansinspektionen ansvarar för regler för och övervakning av finansiella marknadsplatser i Sverige. 
Fram till den första april 2003 hade riksbanken hand om statistiken över svenska finansinstitut och de finansiella marknaderna det vill säga finansmarknadssatistiken. Numera är det Statistiska Centralbyrån som på uppdrag av riksbanken samlar om och sammanställer finansmarknadsstatistiken.